# 공장 (직업)
공장(工匠)은 전업적(專業的)인 수공업자를 일컫는다.

## 개설
조선의 수공업은 가내수공업(家內手工業)과 공장수공업으로 나눌 수 있다. 공장수공업으로서는 관영수공업(官營手工業)이 특히 두드러져서, 무기·도자기·문방구·금은세공품 등이 많이 만들어졌다. 이들 공장의 구성 요소를 보면, 첫째 사노비(私奴碑) 출신을 관노화(官奴化)하여 공장에 편입한 것과, 둘째 관노비로서 공장에 편입한 것, 셋째 선상노(選上奴)의 기술자를 공장화한 것, 넷째 양민으로서 공장수공업에 종사한 것을 들 수 있는데, 사회적으로 천시되고 있었다. 공장수공업은 한성부·공조 및 29개 관사에 소속된 경공장(京工匠)과 각 지방에 소속된 외공장(外工匠)으로 구성되는데, 구성 비율상 외공장의 수는 증가 추세에 있었다. 이러한 조선 초기의 관영수공업은 임진왜란 이후부터 차차 붕괴 과정을 밟아, 영조·정조를 통해서 경공장은 물론 사공장도 현저하게 쇠퇴해갔다. 그래서 관에서 사역이 필요하면 사공(私工)을 임용하기에 이르렀던 것이다.
이러한 관영수공업의 붕괴 과정에서 차츰 독립적인 수공업자가 출현하게 되었으며, 또한 양인으로서의 관장(官匠)은 각기 흩어져 자유 신분을 누리게 됨으로써 사장(私匠)의 사역은 점차 증가하였다.

## 같이 보기
- 조선의 신분제도